# 리처드 델가도
리처드 델가도 ( Richard Delgado; 1939년 10월 6일 ) 앨라바마 법학대학에서 인권과 비판적 인종 이론을 가르치고 있다.  그는 여러 편의 논문과 저서를 집필하였으며, 그의 부인은 진 스테판식이다.  그는 법학에서 비판적 인종이론의 창시자이고, 혐오발언에 대한 학문으로 유명하다. 

## 생애
그는 15살에 미국으로 이민을 온 멕시코출신의 아버지에서 태어나서 공립학교를 다녔다.  워싱턴 대학에서 철학과 수학을 전공하였으며 버클리 법대에서 법학박사학위를 받았고. 캘리포니아 법학 리뷰의 편집인으로 일했다. 